# 黑點圓魨
黑點圓魨為輻鰭魚綱魨形目四齒魨亞目四齒魨科的其中一種，為亞熱帶海水魚，分布於東太平洋區，從美國加州至秘魯海域，棲息深度0-11公尺，體長可達44公分，棲息在沙泥底質底層水域，生活習性不明，有毒性。

## 扩展阅读
維基物種上的相關：黑點圓魨